# Schmalgauzen
Schmalgauzen (перекручене Schmalhausen; укр. Шмальгаузен) — це театрально-музичний український гурт, що був створений у межах Університету театру, кіно і телебачення імені Карпенка-Карого. Почавши виступи у 2020 році, вони швидко набули популярності серед студентської аудиторії. Після 24 лютого 2022 року група випустила свій останній альбом російською мовою VilloDoledo на честь свого друга та колишнього учасника гурту Артемія Зеленського. Восени 2022 року Schmalgauzen повернувся на сцену зі своєю новою програмою «ТвійВіль». Із лютого 2023 року солісти гурту, Влад Михальчук і Михайло Матюхін, виступають у музичній виставі «Avgusto&Gustav», яка базується на творах Роберта Вальзера та представлена у Будинку кіно. 26 вересня 2023 року на премії Muzvar фан-клуб «Schmalgauzen» переміг у категорії «Найактивніший фан-клуб» разом із фан-клубом італійського рок-гурту Måneskin. 26 листопада гурт представив нову виставу по творах Семюеля Бекета — Silence to Silence, а 31 грудня оновив Avgusto&Gustav, адаптувавши її до більших концертних майданчиків.

## Історія гурту
Днем народження гурту Schmalgauzen визнають 9 липня 2020 року, коли відбувся їхній перший концерт. Початково гурт був сформований в університеті Карпенка-Карого, де зібралися всі його учасники. За словами учасників гурту, уперше ідея створити гурт прийшла на першому курсі після виконання університетського завдання "створення авторської пісні", що стало своєрідним викликом для хлопців, оскільки грати хоч на якомусь музичному інструменті вмів тільки Михайло Матюхін. Інші учасники просто взяли інструменти й навчались усьому "на ходу". Першим етапом їх творчого шляху, як уже сформованого колективу, стали довгі години, проведені в підвалі Будинку Культури в селі Іванковичі (Київська область), де народжувалася історія гурту: перша репетиційна база, запис першого альбому, нічні репетиції. 
Згодом гурт зазнавав змін як у своїй концепції, так і у складі. Спочатку було більше акторства, а з часом — більше музики. Schmalgauzen працює в жанрі пісенного мистецтва, у якому поєднуються театральні вистави та драматургія. Фактично, це синтез музики й акторської майстерності в гармонійному співвідношенні. В одних програмах може бути більше акценту на театрі, а в інших — на музиці, так само, як і в їхніх піснях.

## Назва гурту
Під час навчання на першому курсі університету Карпенка-Карого, хлопці вирішили провести музичний концерт, готуючи власні авторські пісні. Під час одного з прослуховувань викладач Андрій Самінін (відомий український актор театру, кіно і дубляжу) сказав: «Тут має бути якийсь Шмальгаузен!». Це слово стало для хлопців символом енергії та драйву. Хлопці закохалися у цю назву.
Формально назва гурту написана з помилкою: частка -гаузен, яка є поширеною в німецьких прізвищах, німецькою пишеться -hausen. У німецькій мові «z» читається як «ц», тож «Schmalgauzen» мало б читатися як «Шмальґауцен».
Також, Шмальгаузен — прізвище українського біолога німецького походження Івана Шмальгаузена, який був однією з центральних фігур у створенні сучасної синтетичної теорії еволюції.

## Колишні учасники гурту
- Артемій Зеленський (Тюля);
- Кирило Смола (Кот);
- Ярослав Сьомкін.

## Галерея

Концерт у Києві 27.08
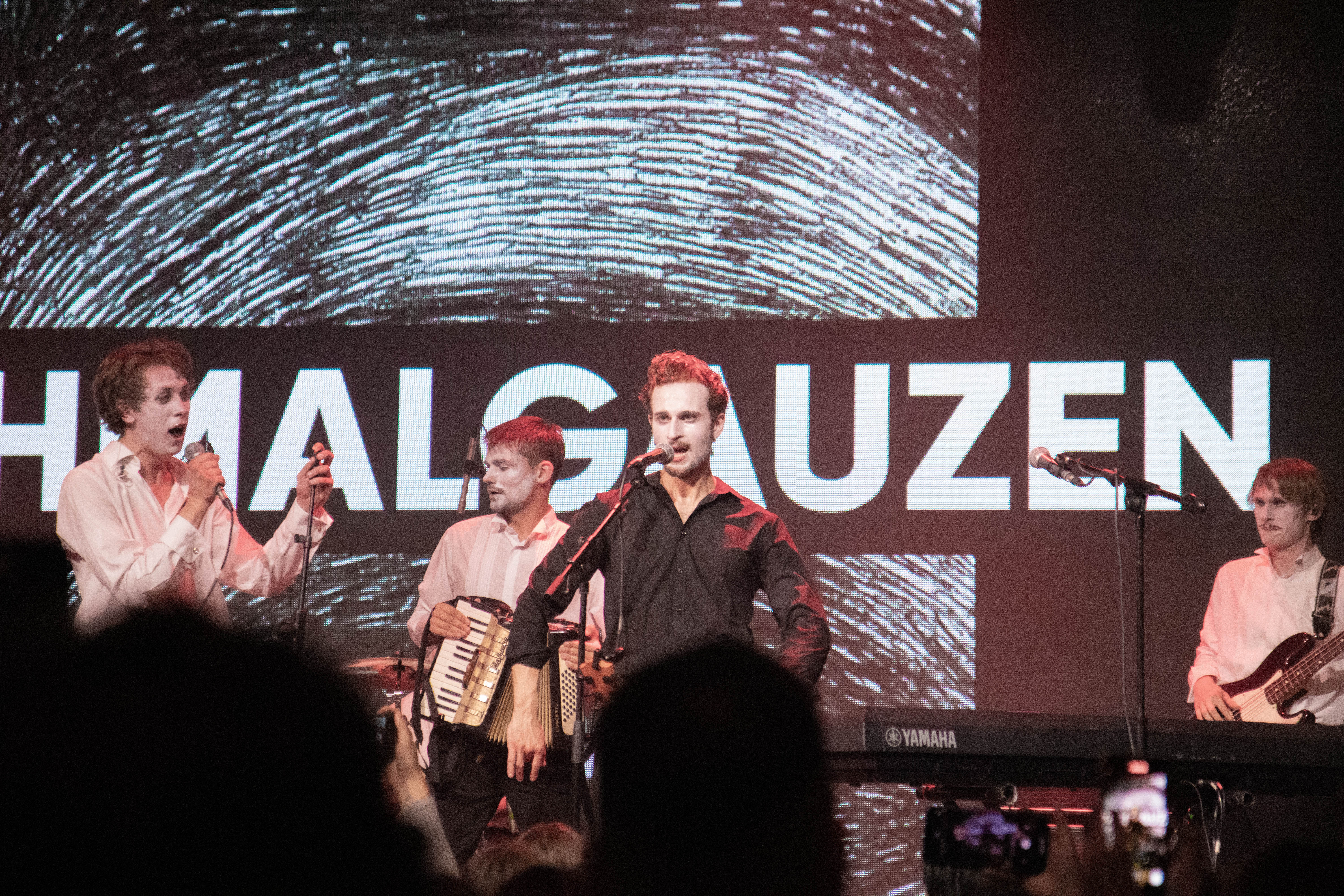
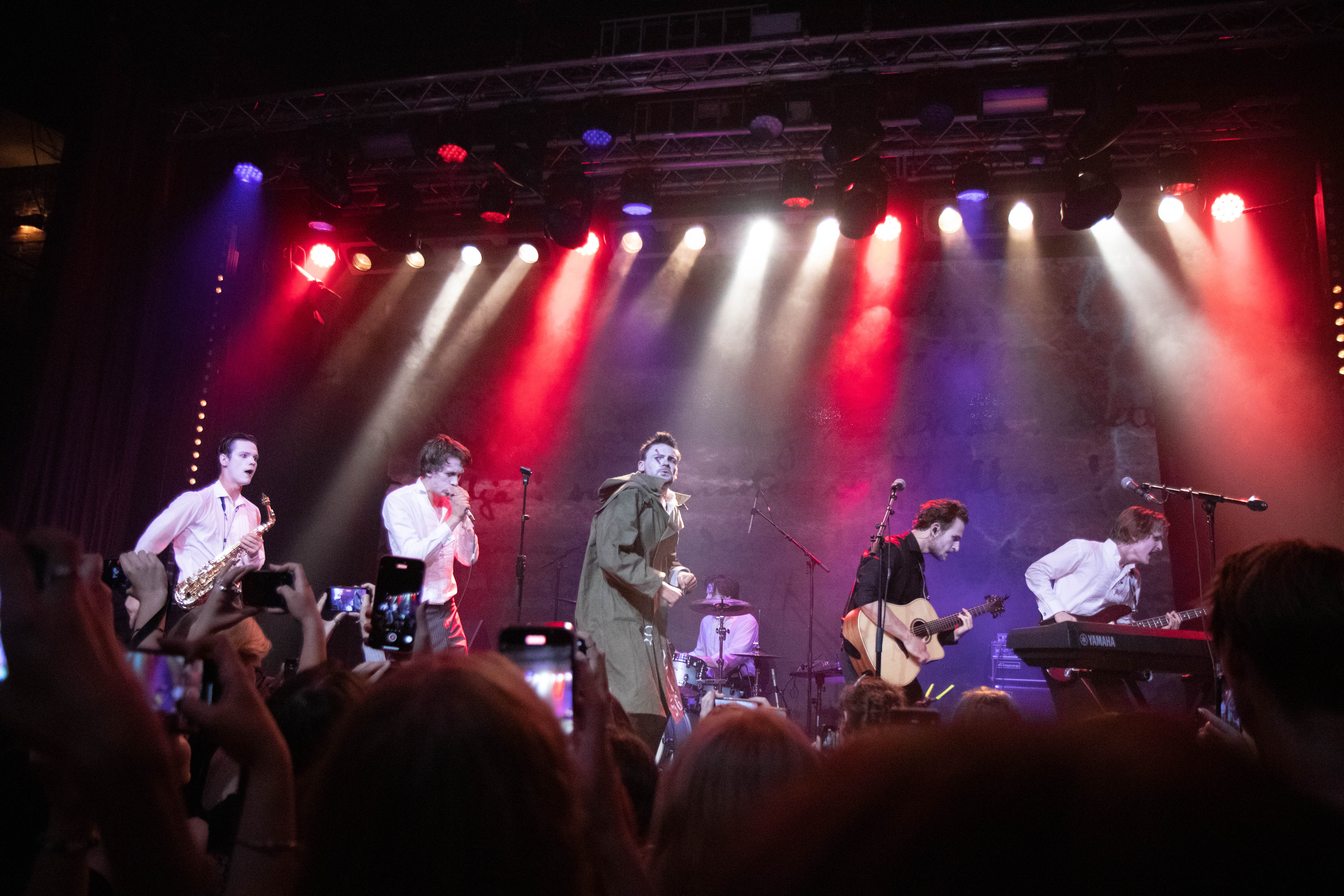
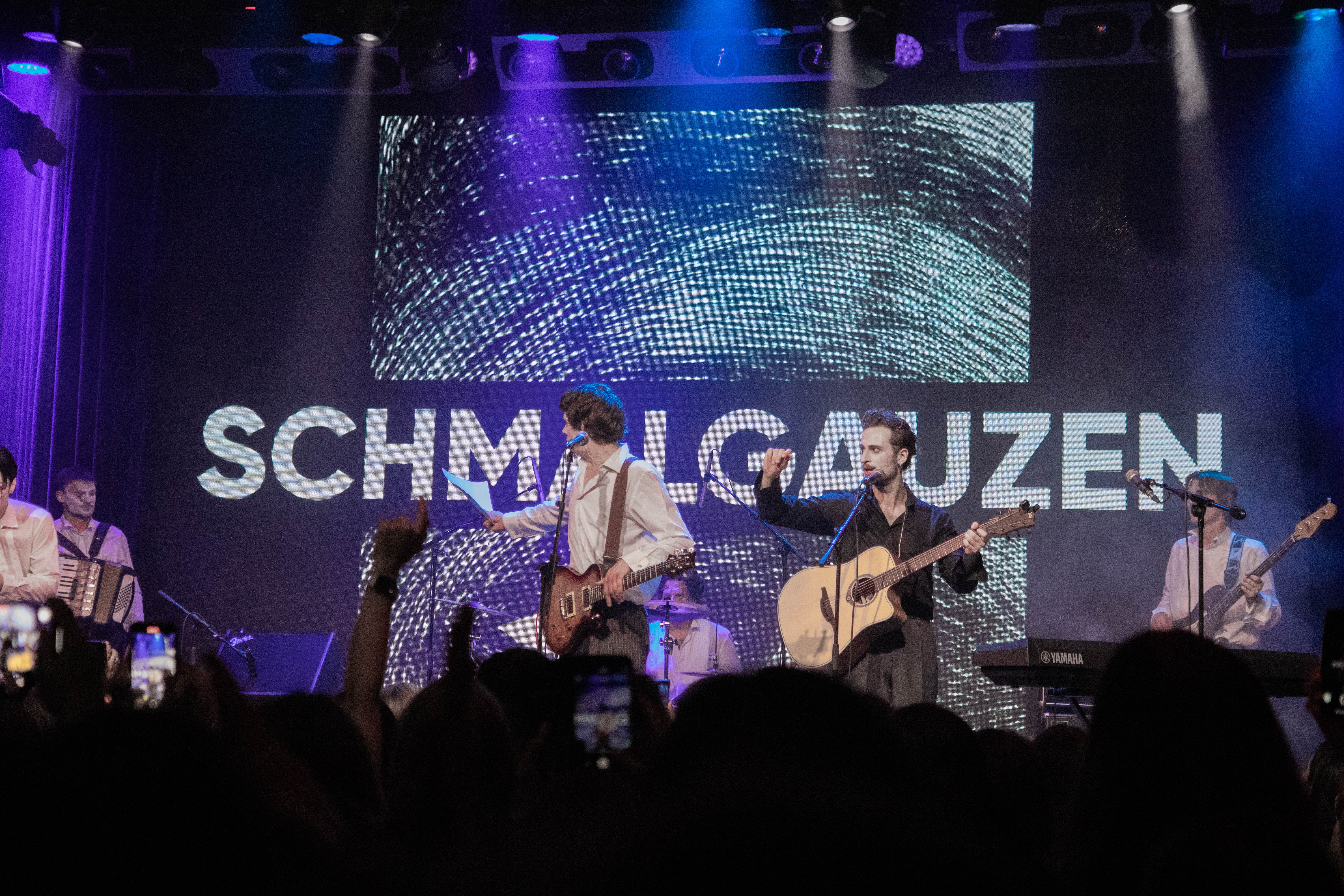
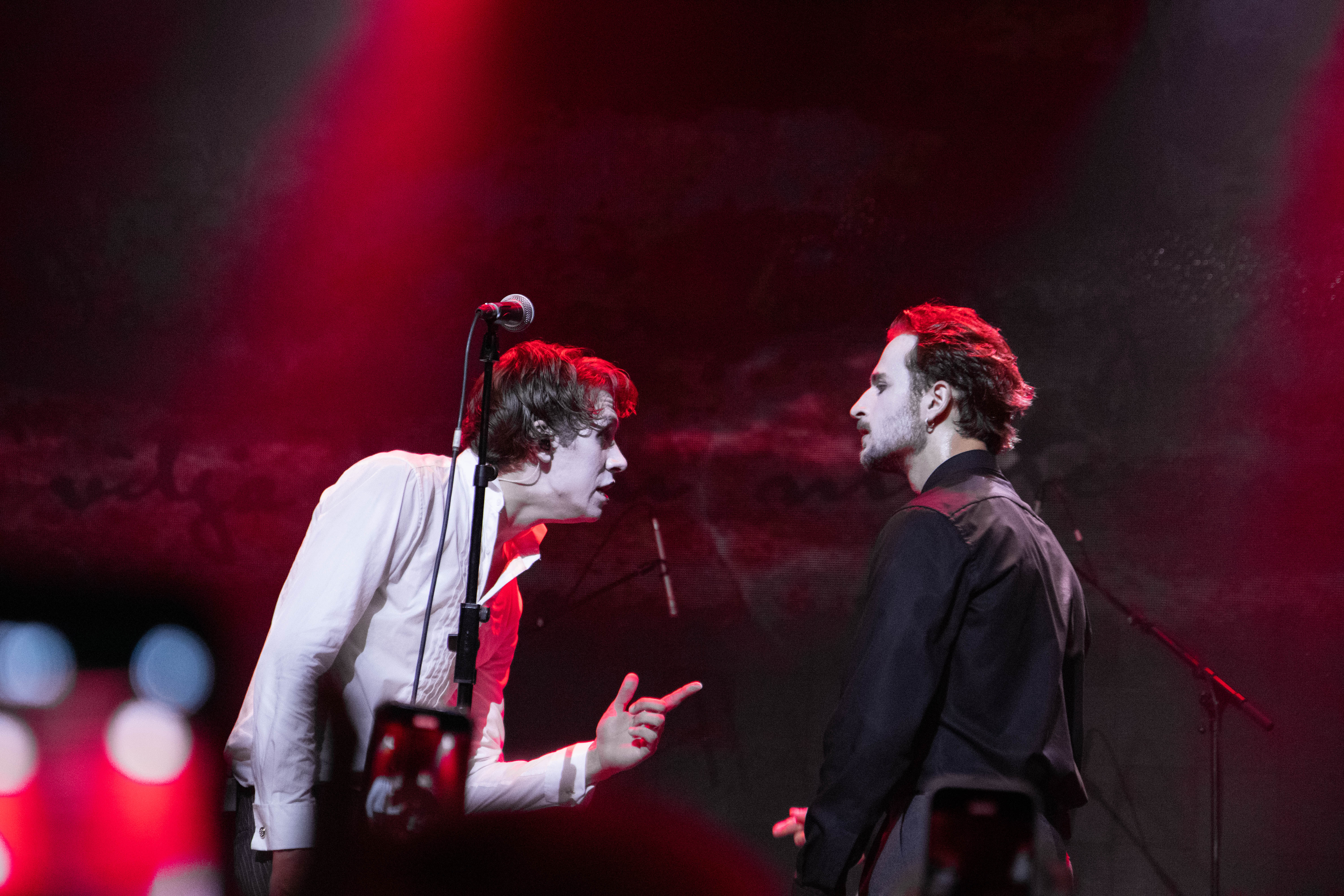
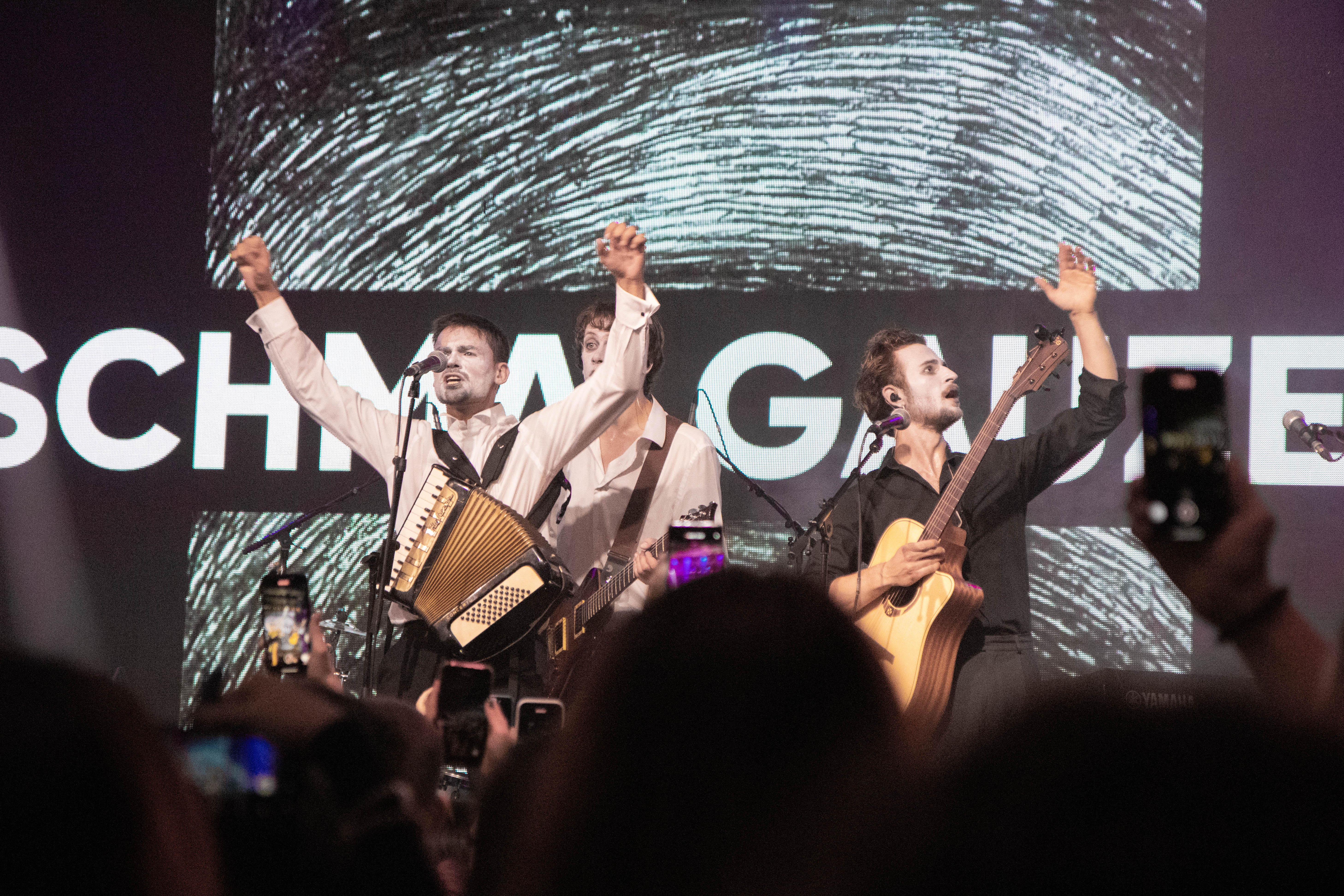
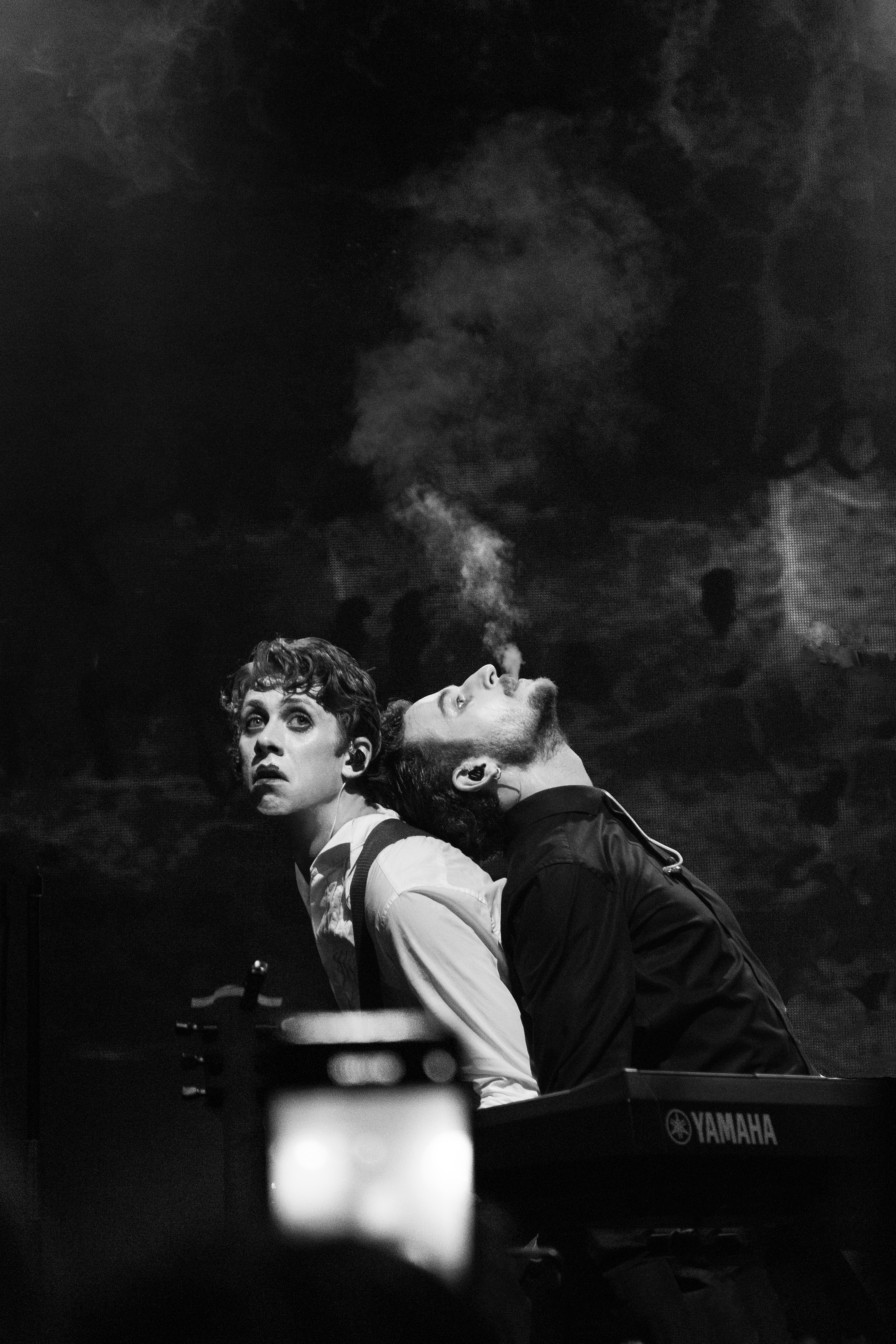
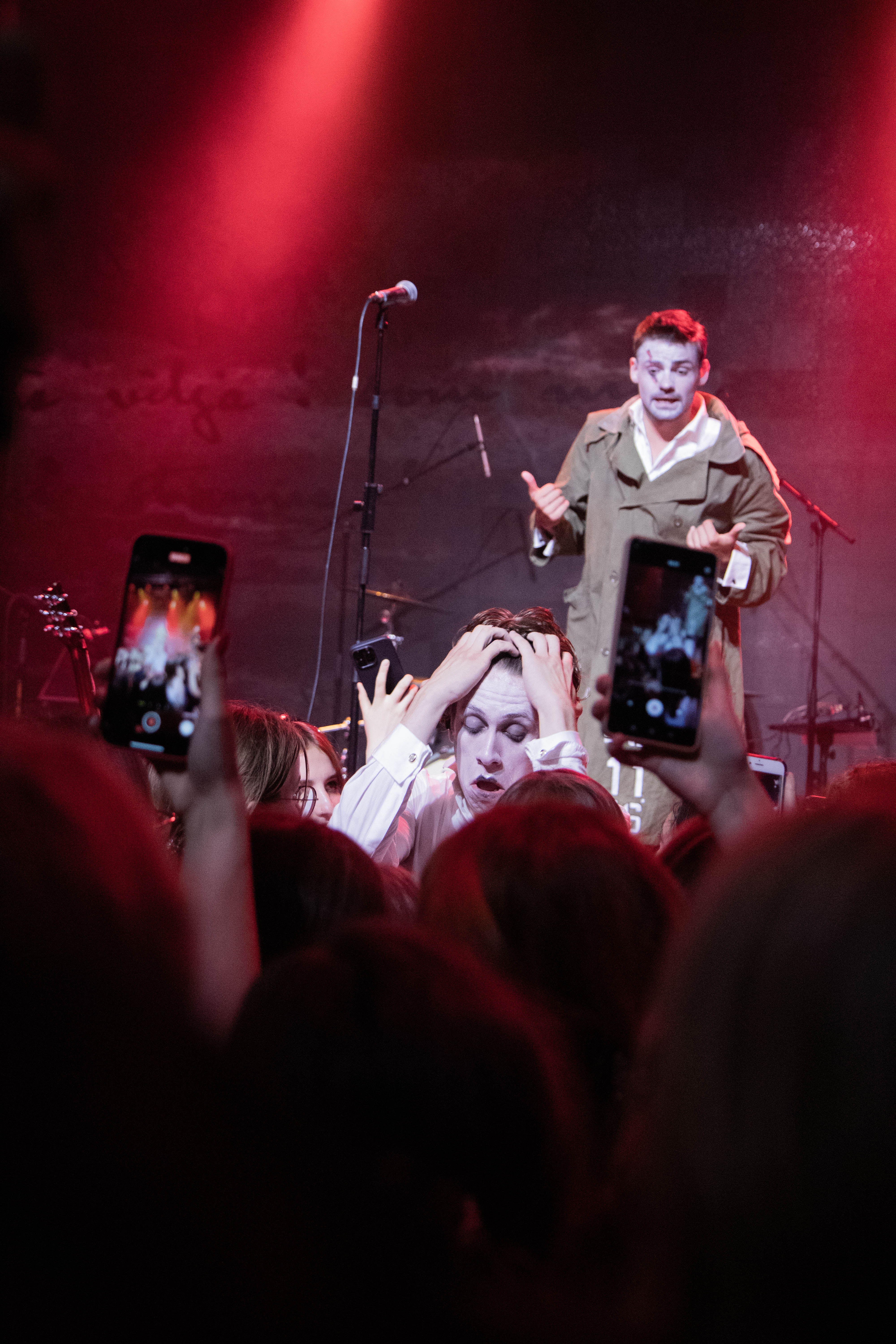
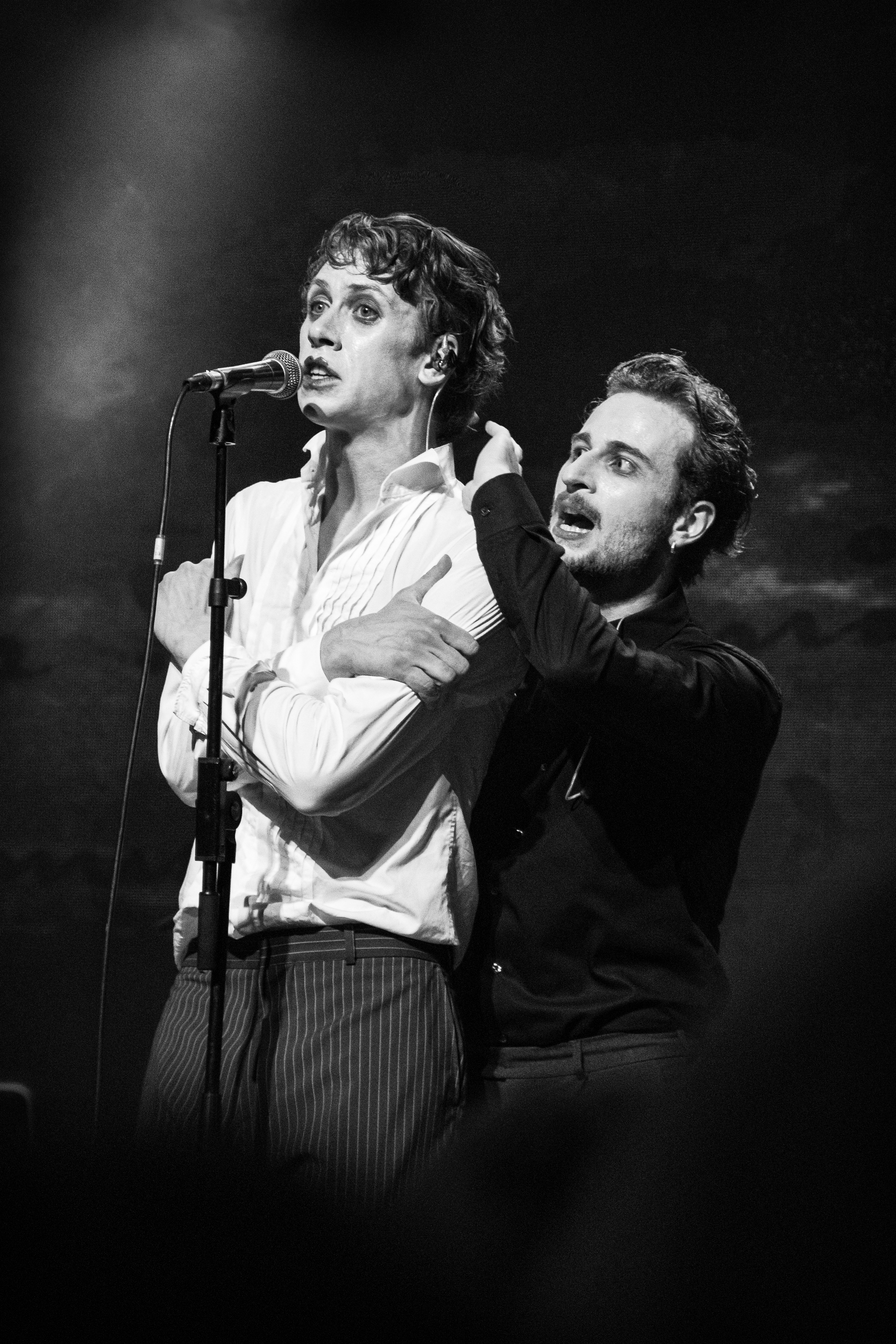
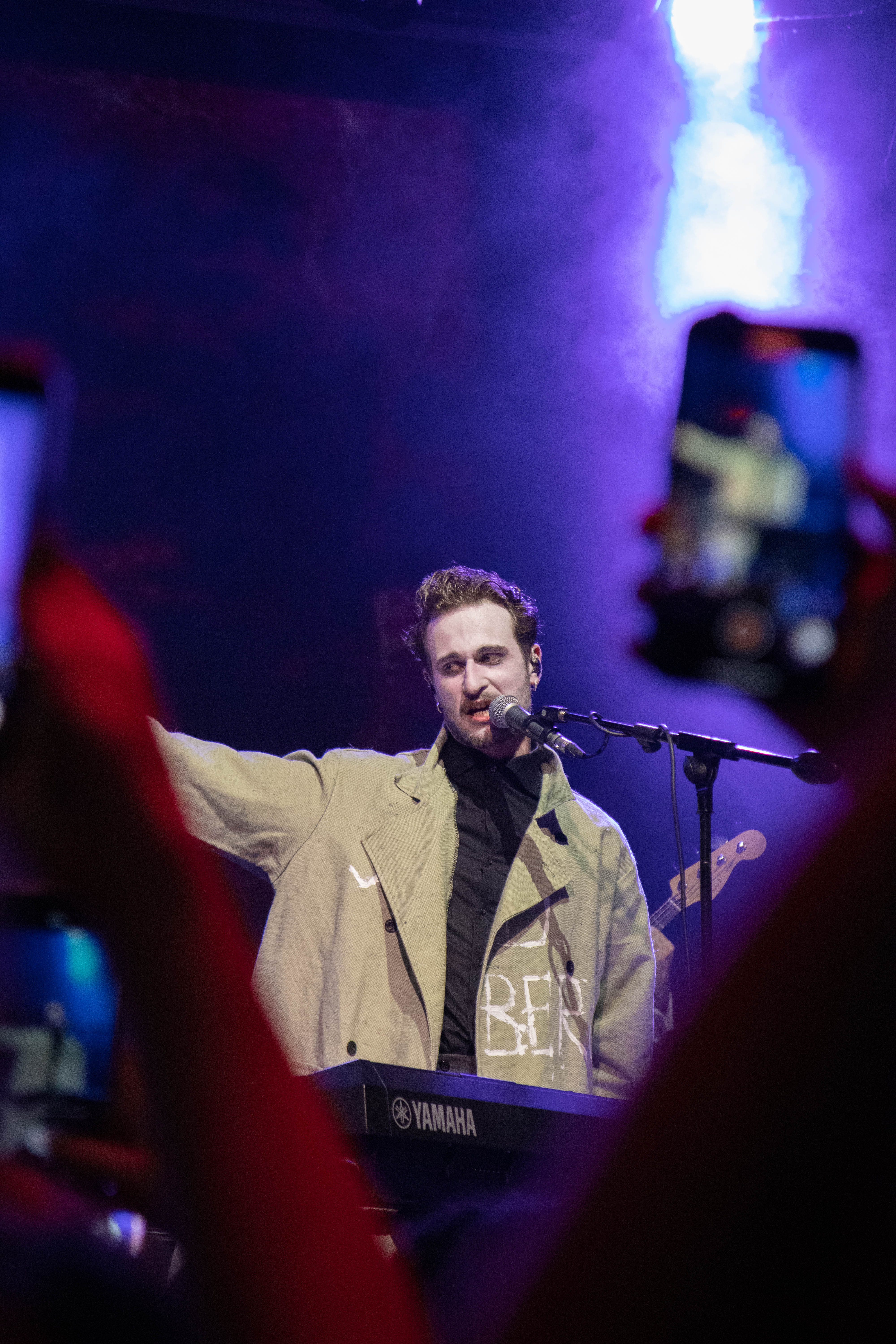
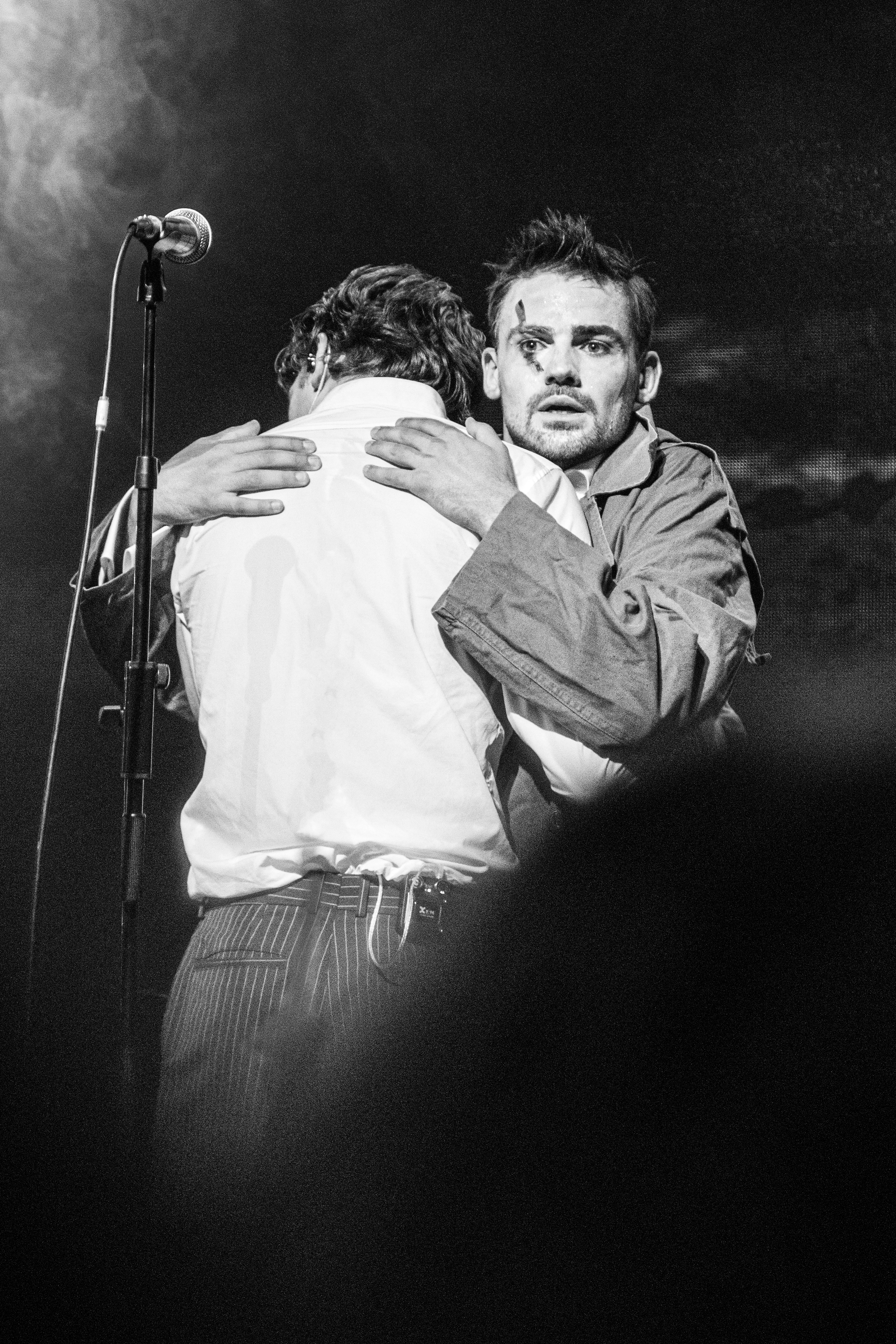
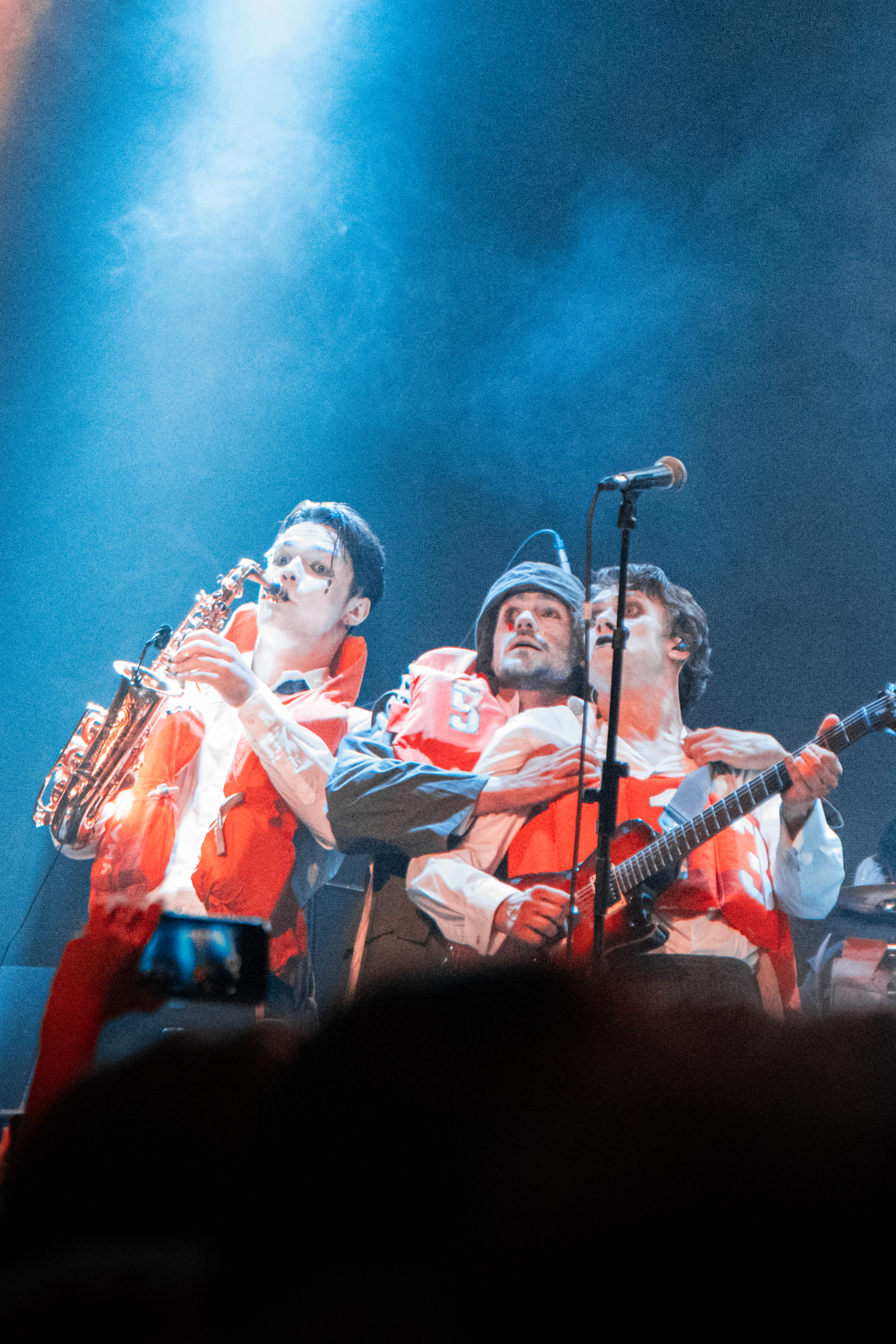
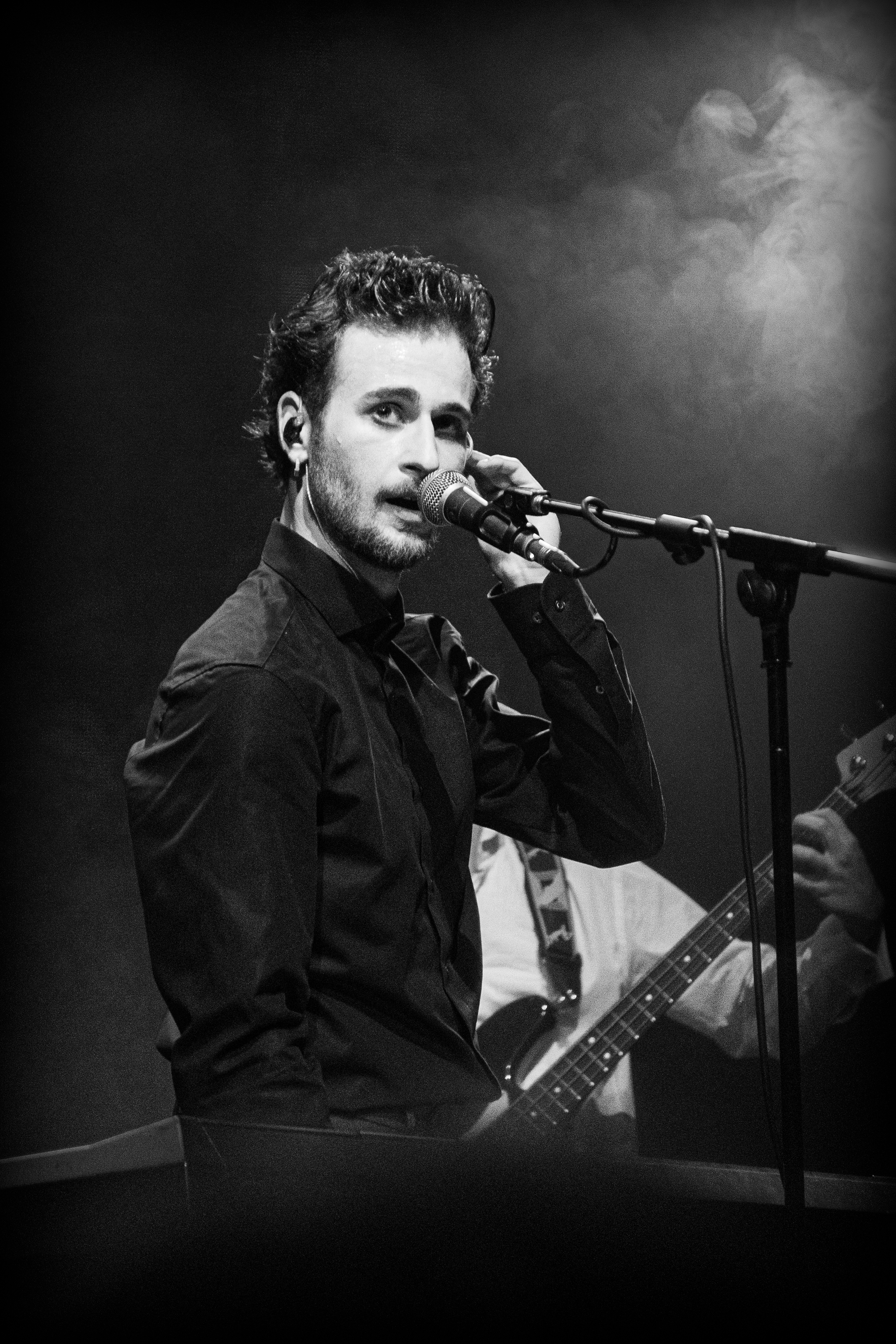

Silence to Silence в Києві 13.01
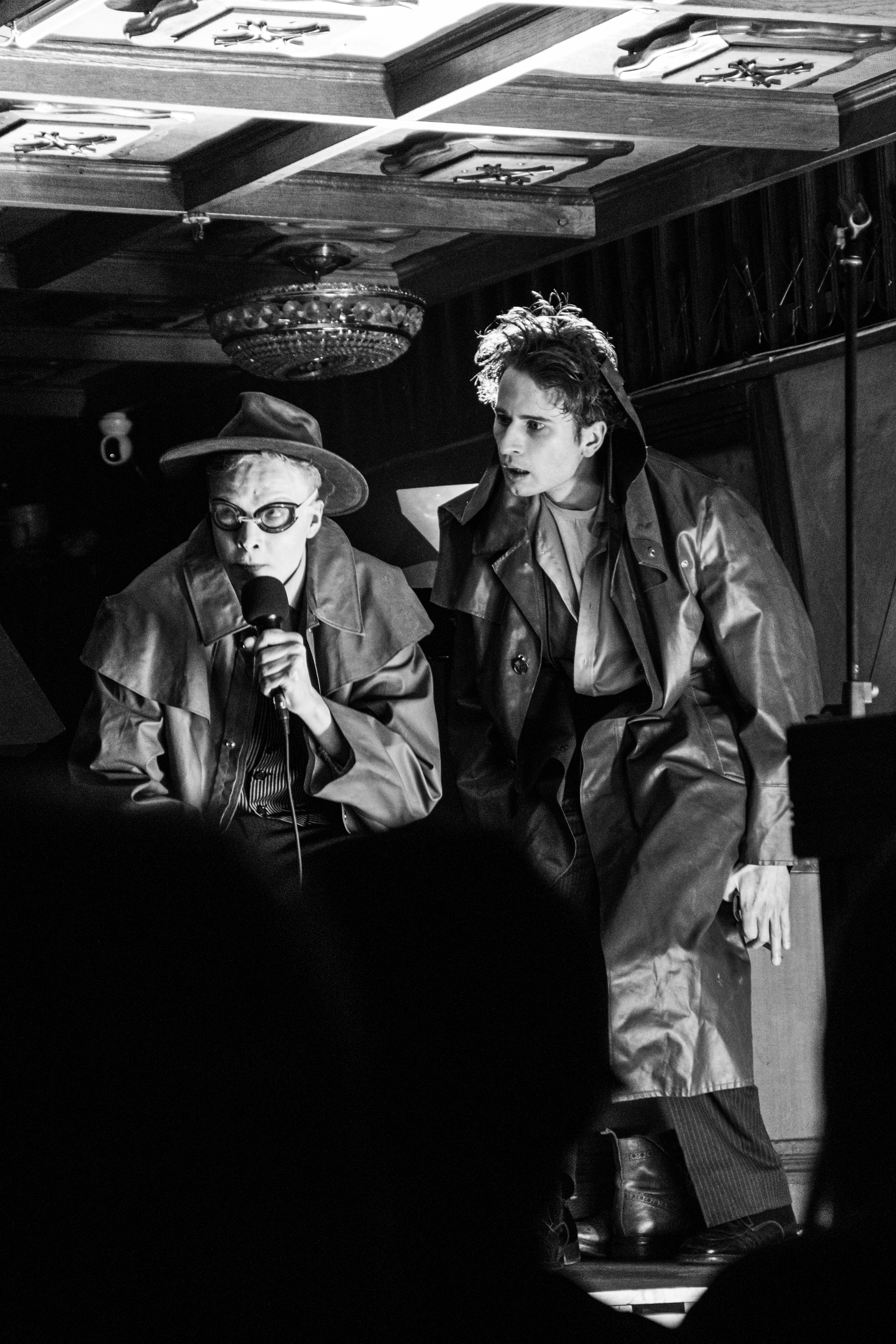
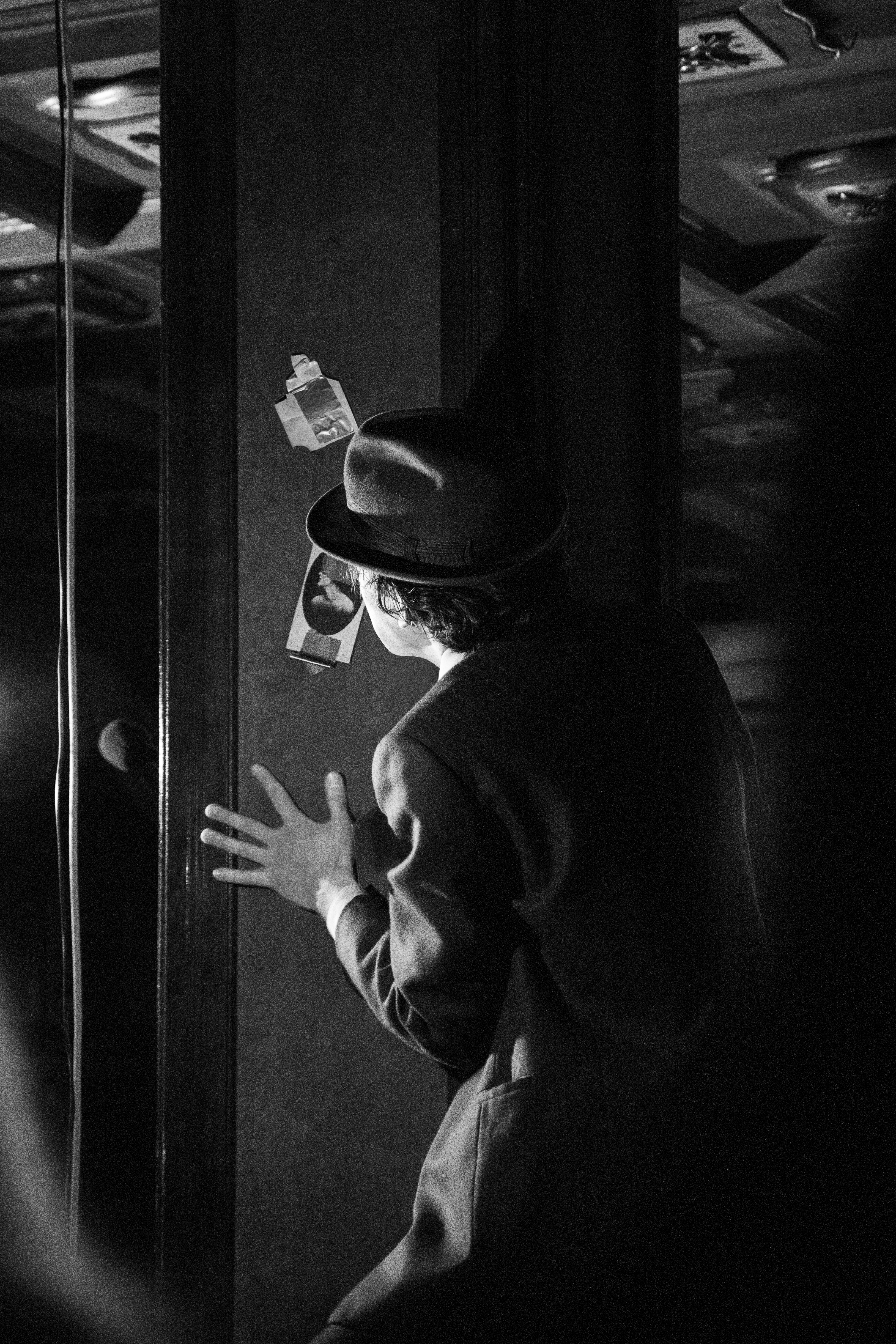
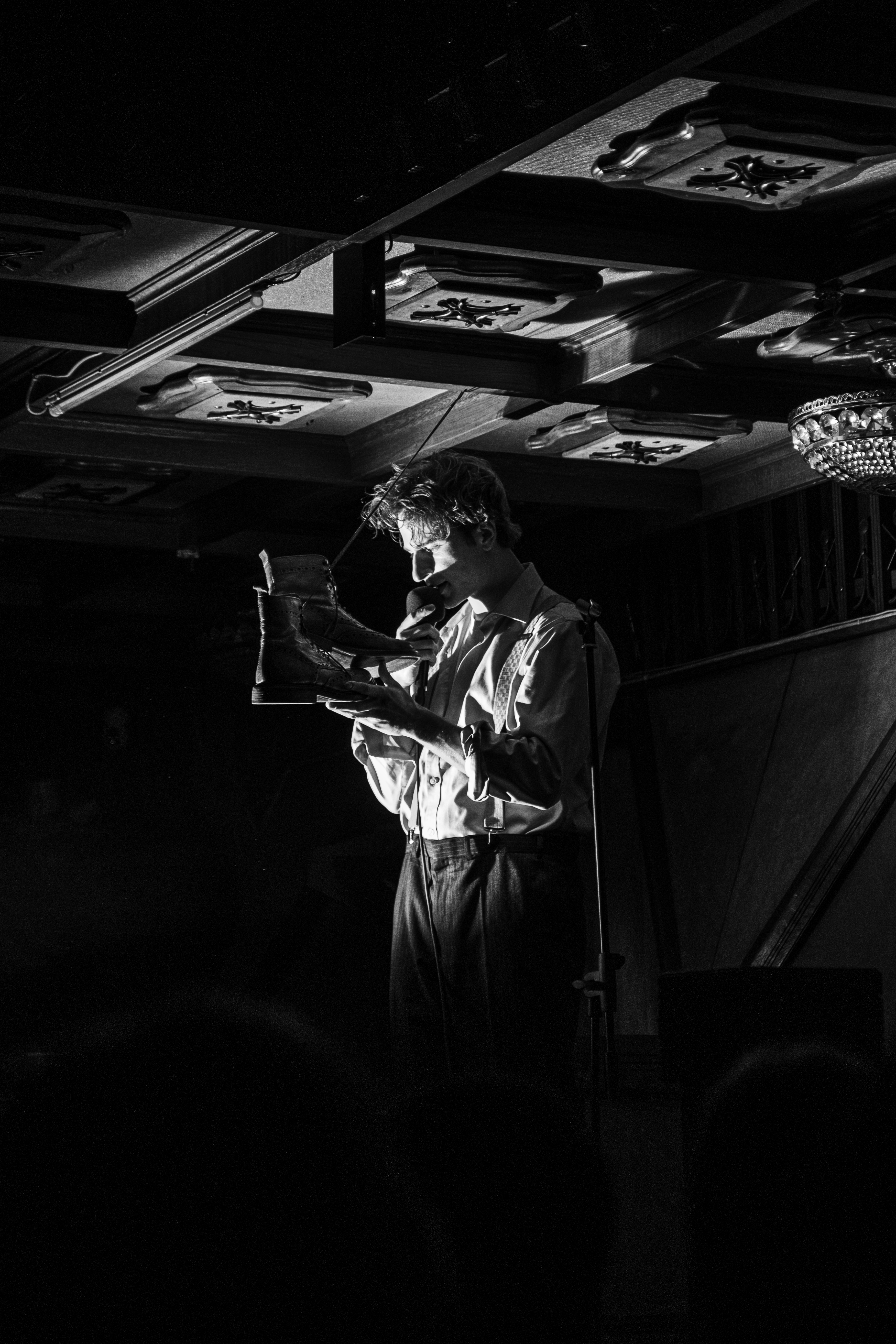
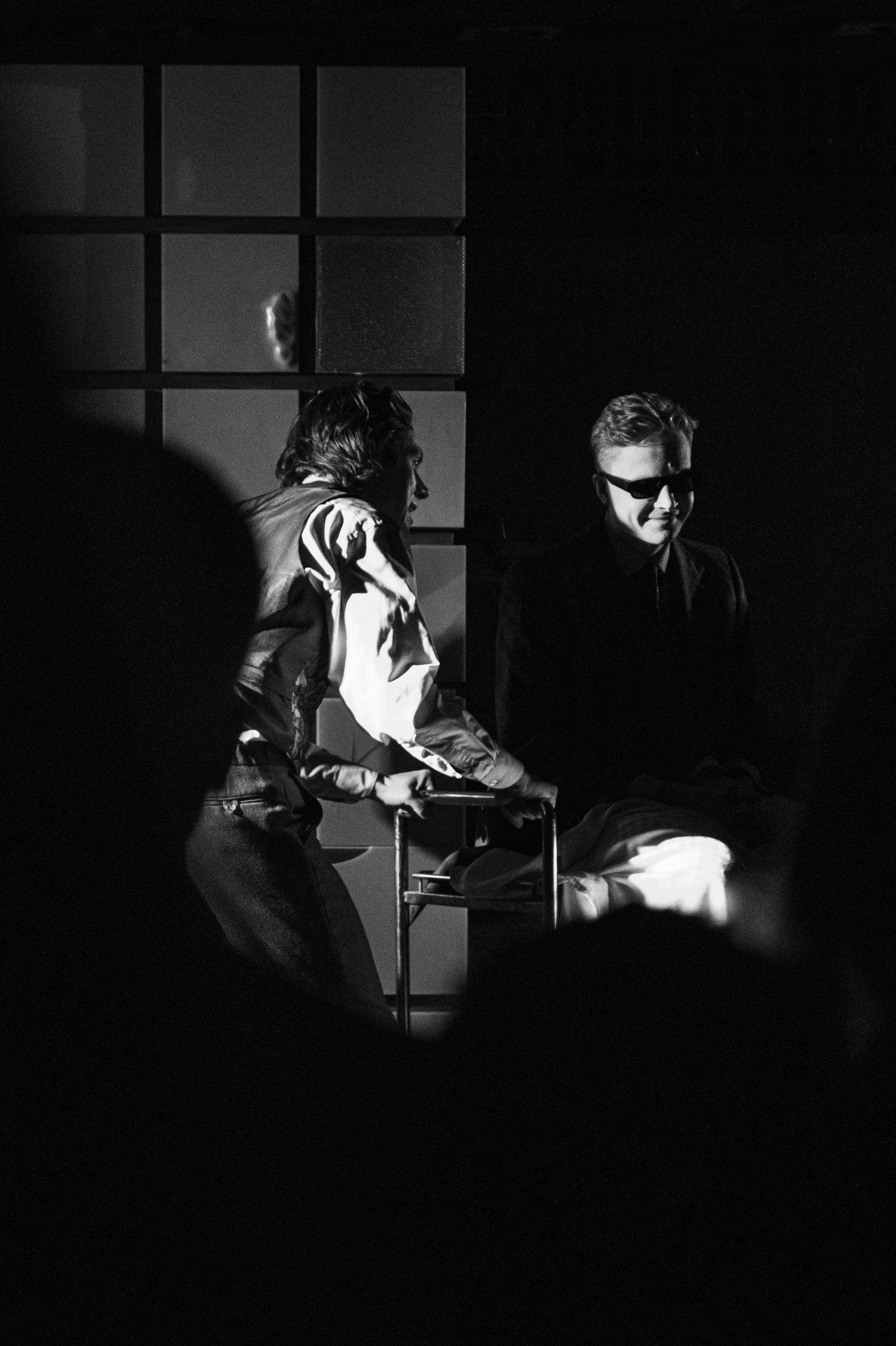
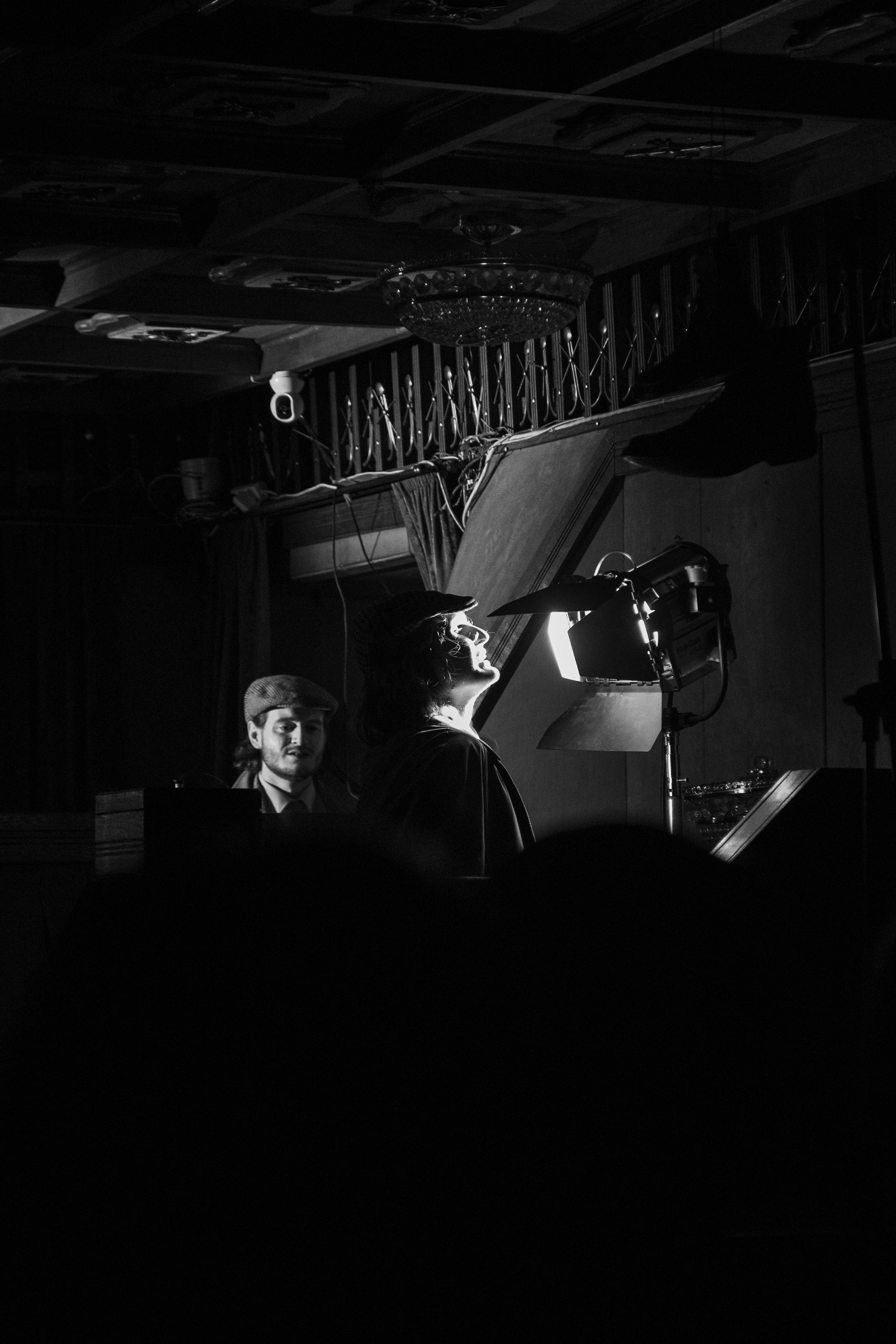
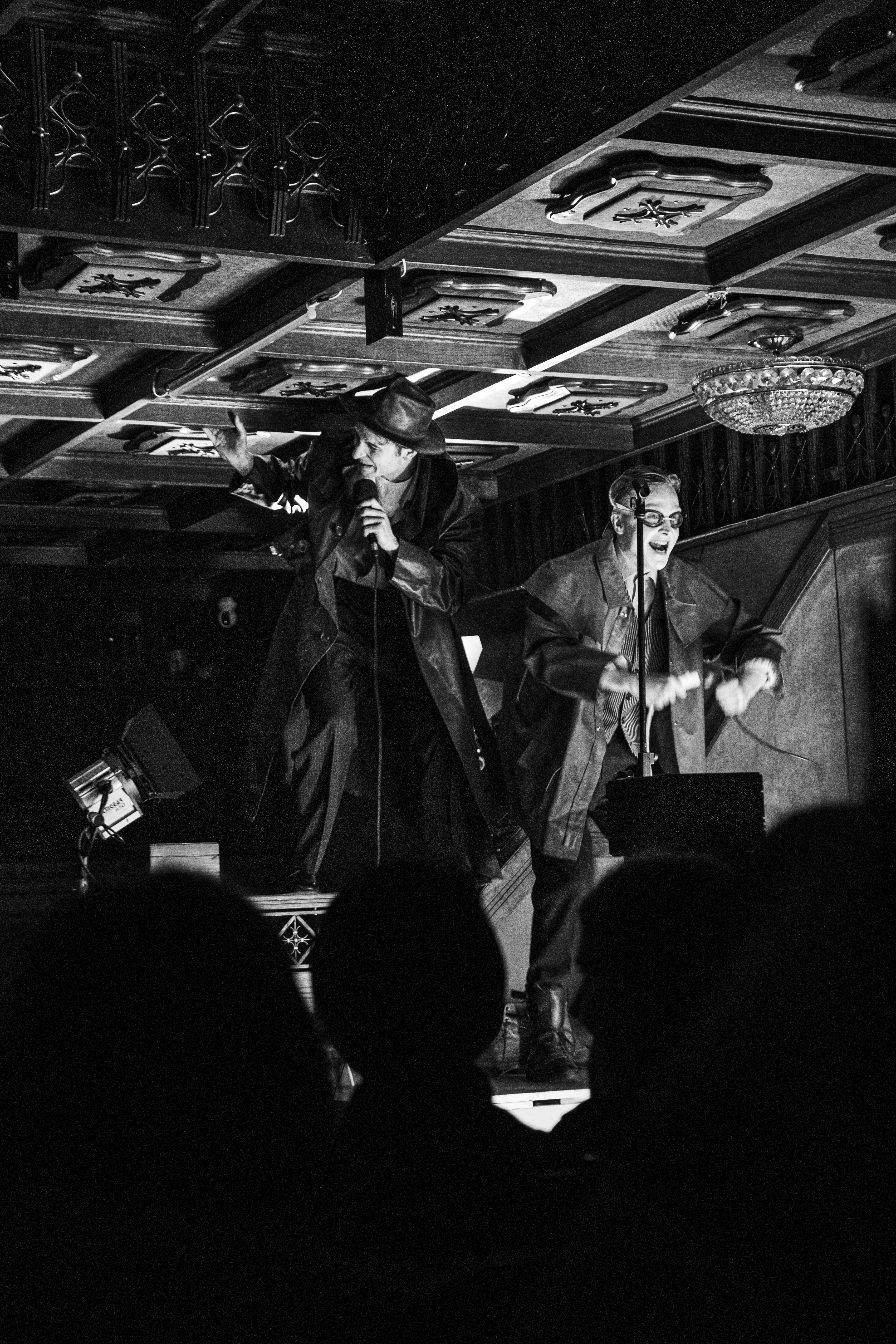
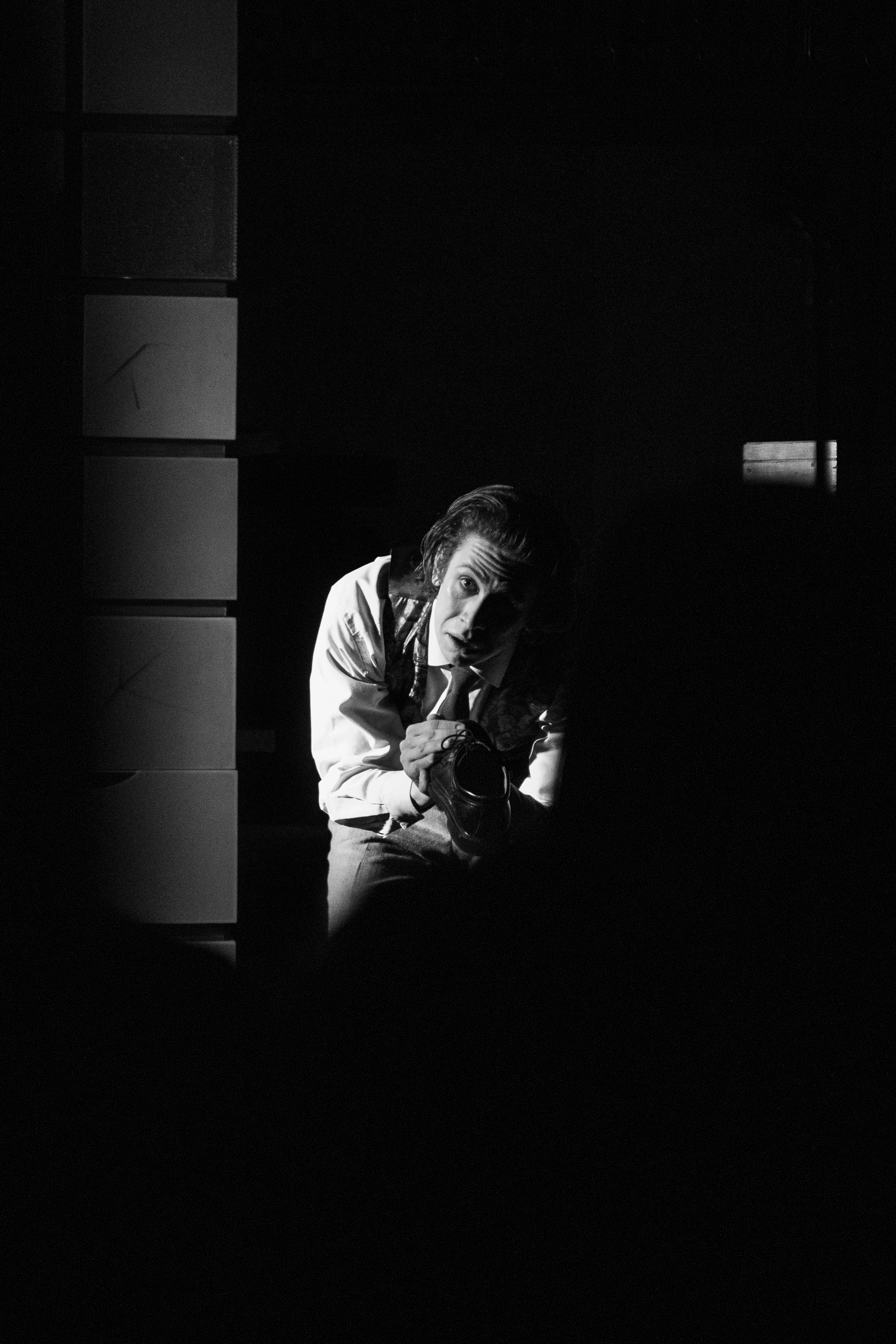
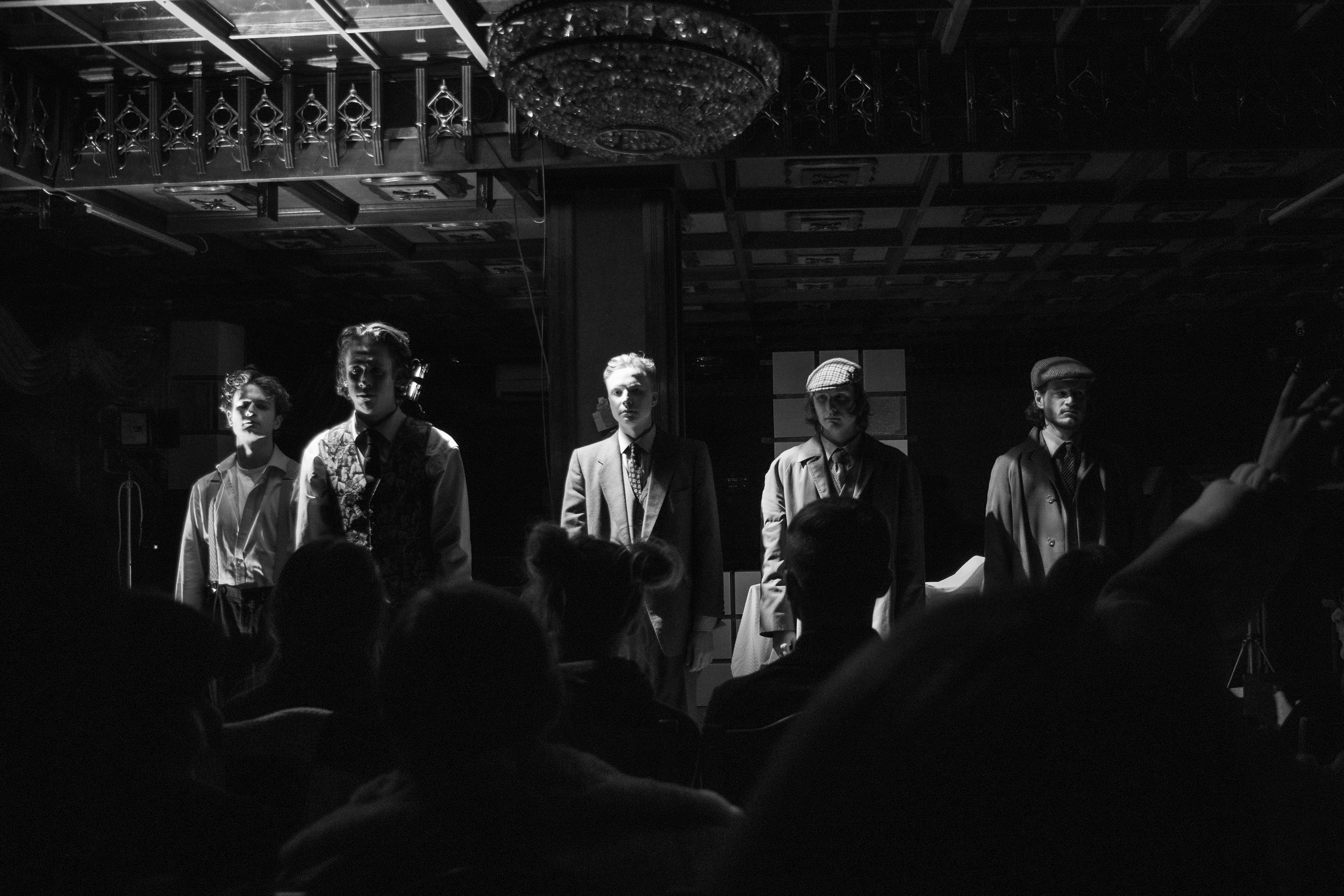

Вистава-концерт Avgusto&Gustav в Києві 31.12 та 19.01
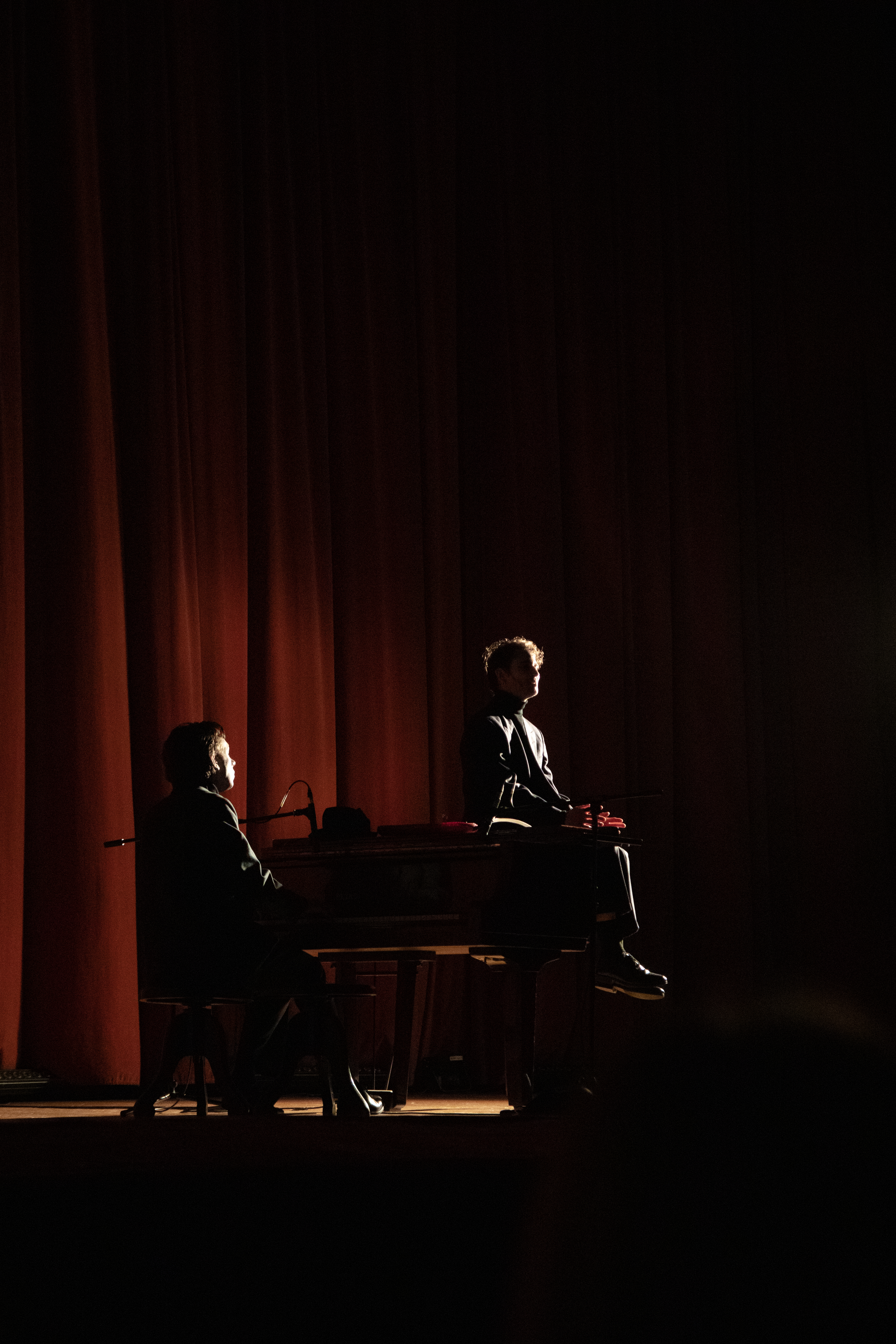
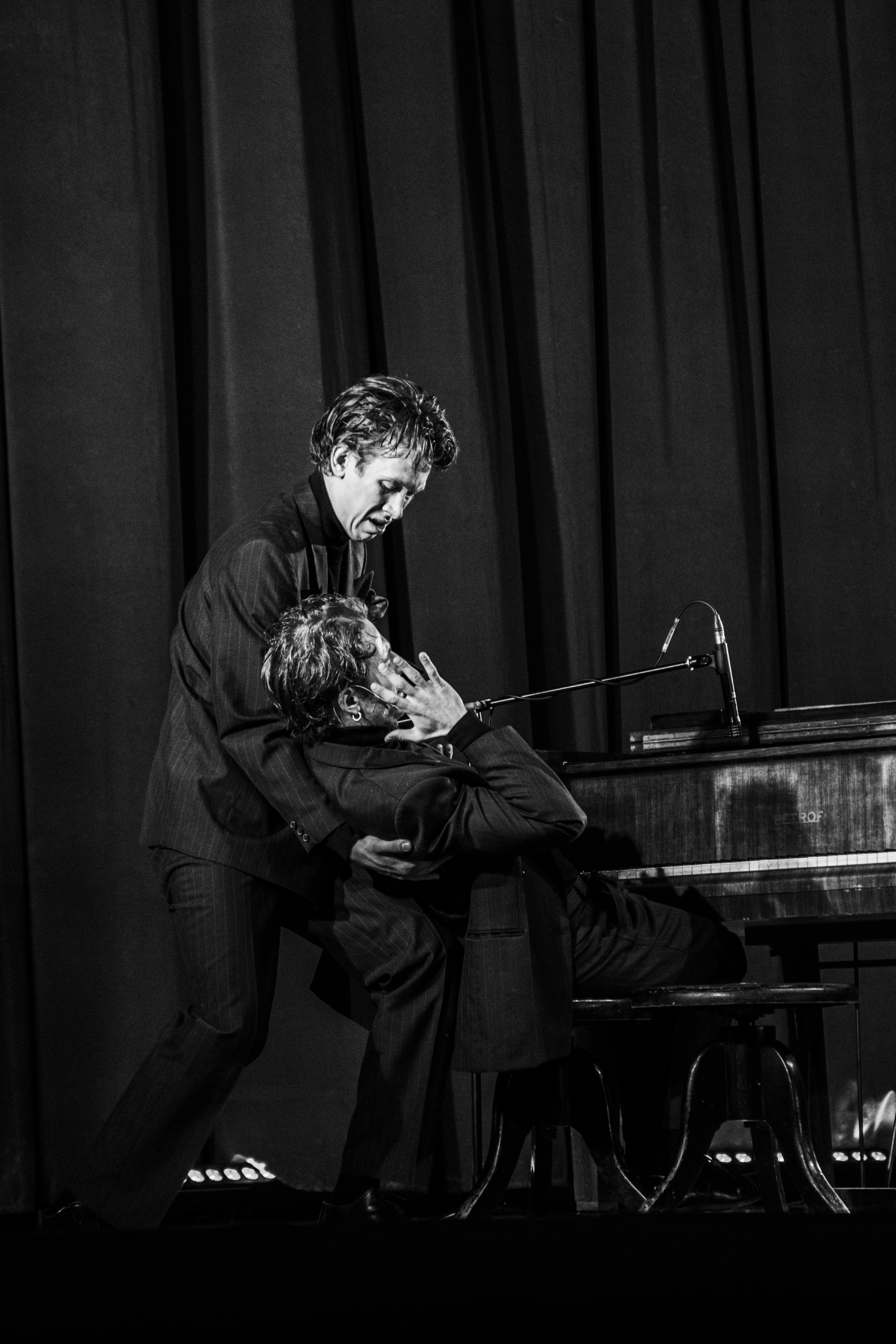
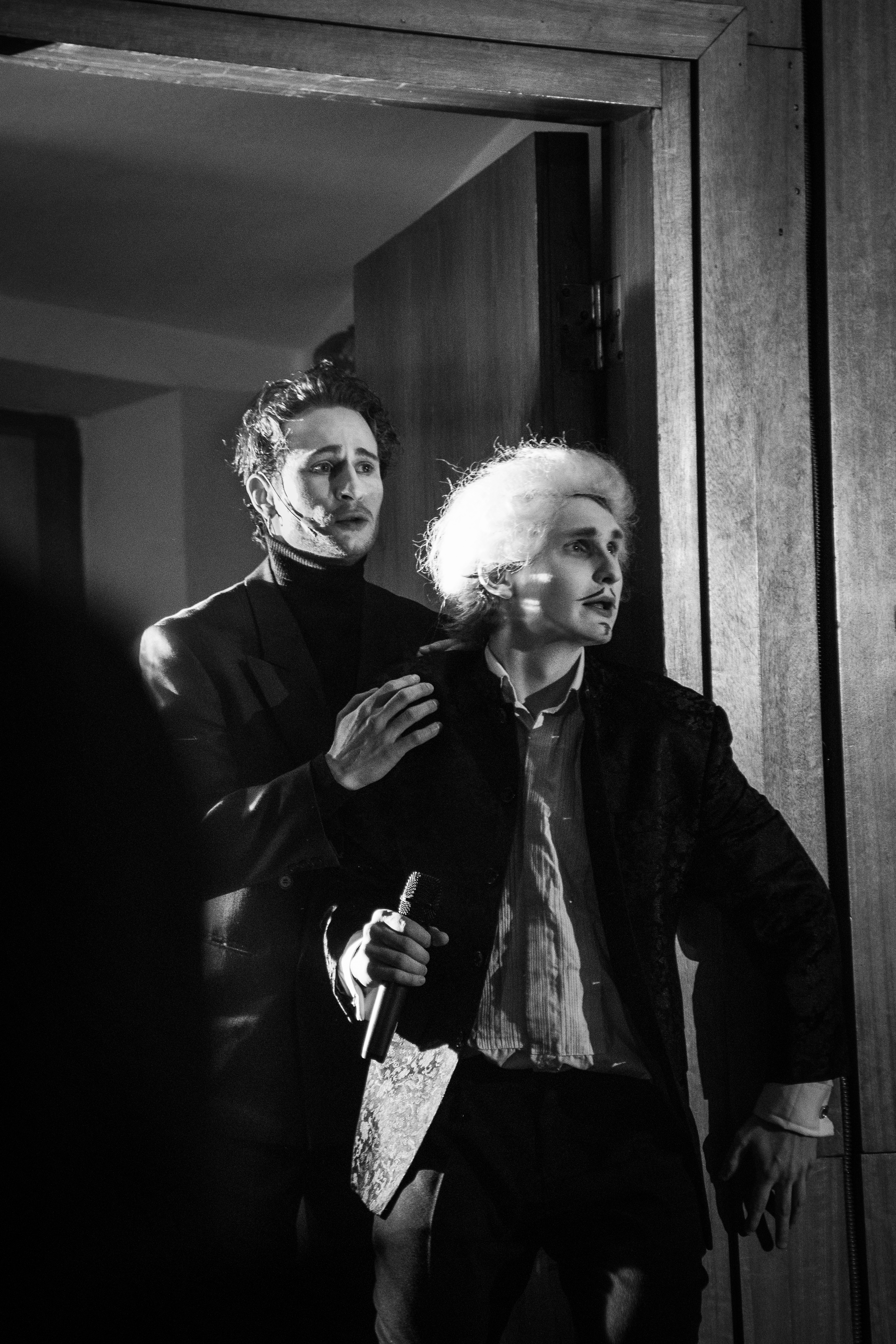
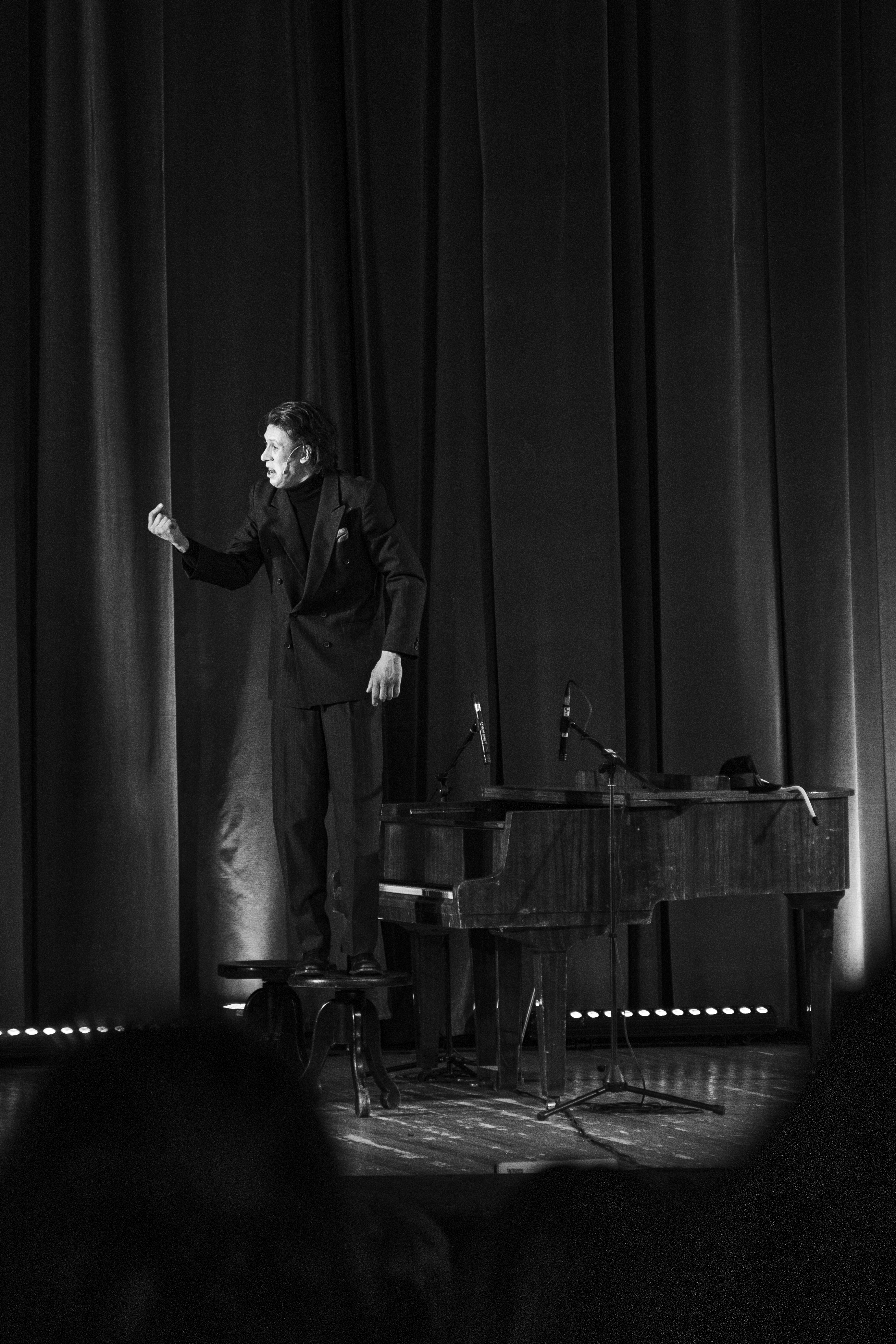
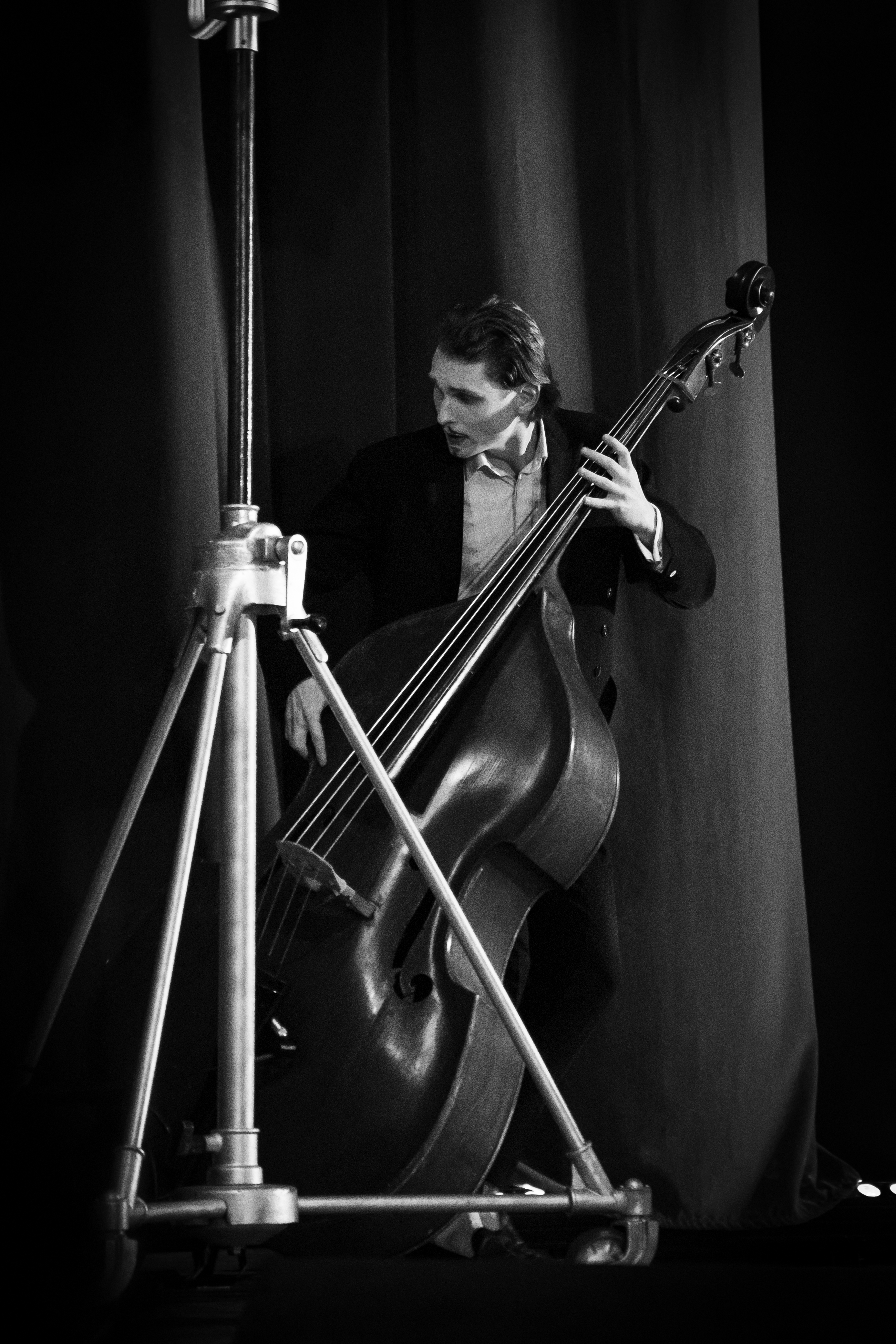
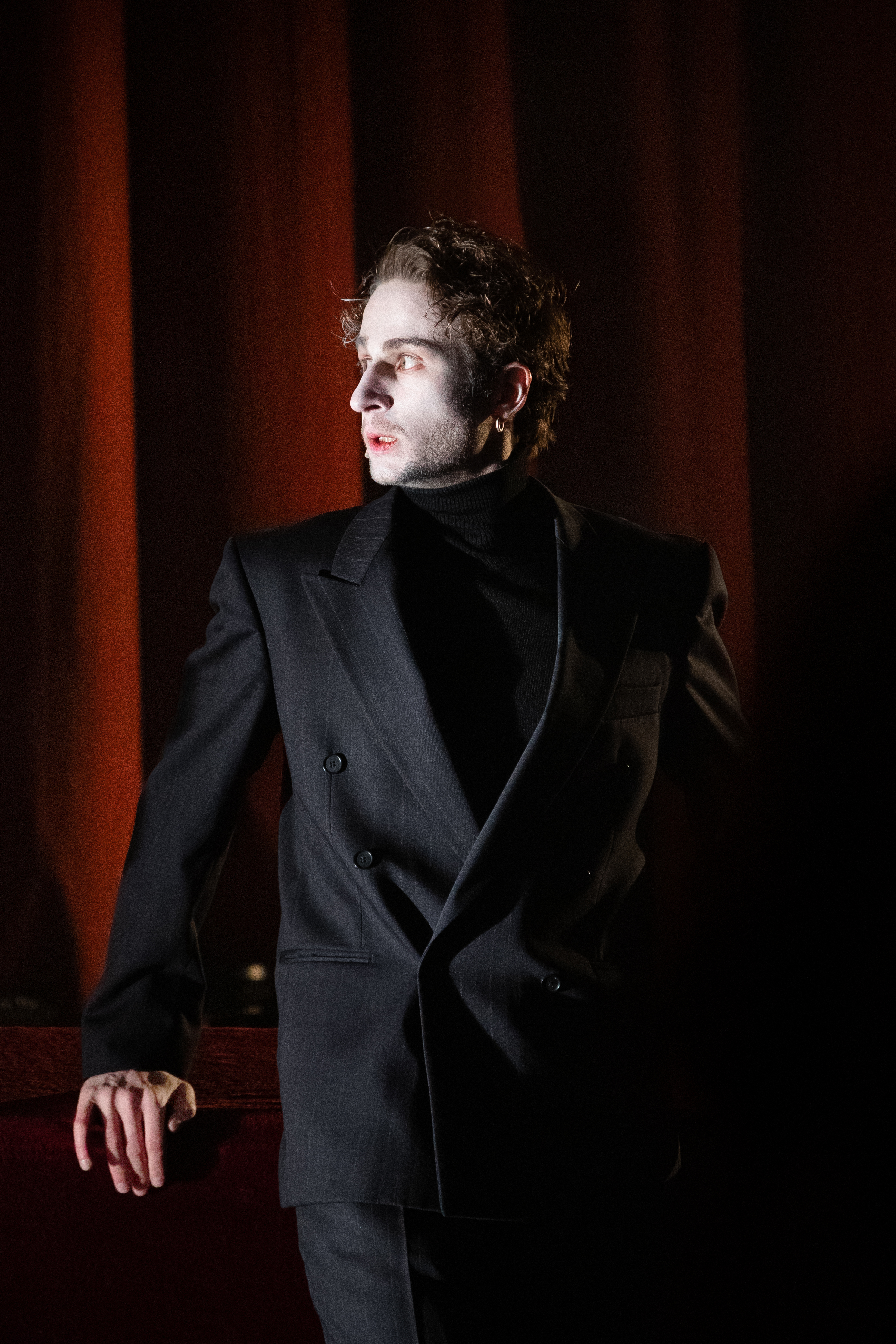
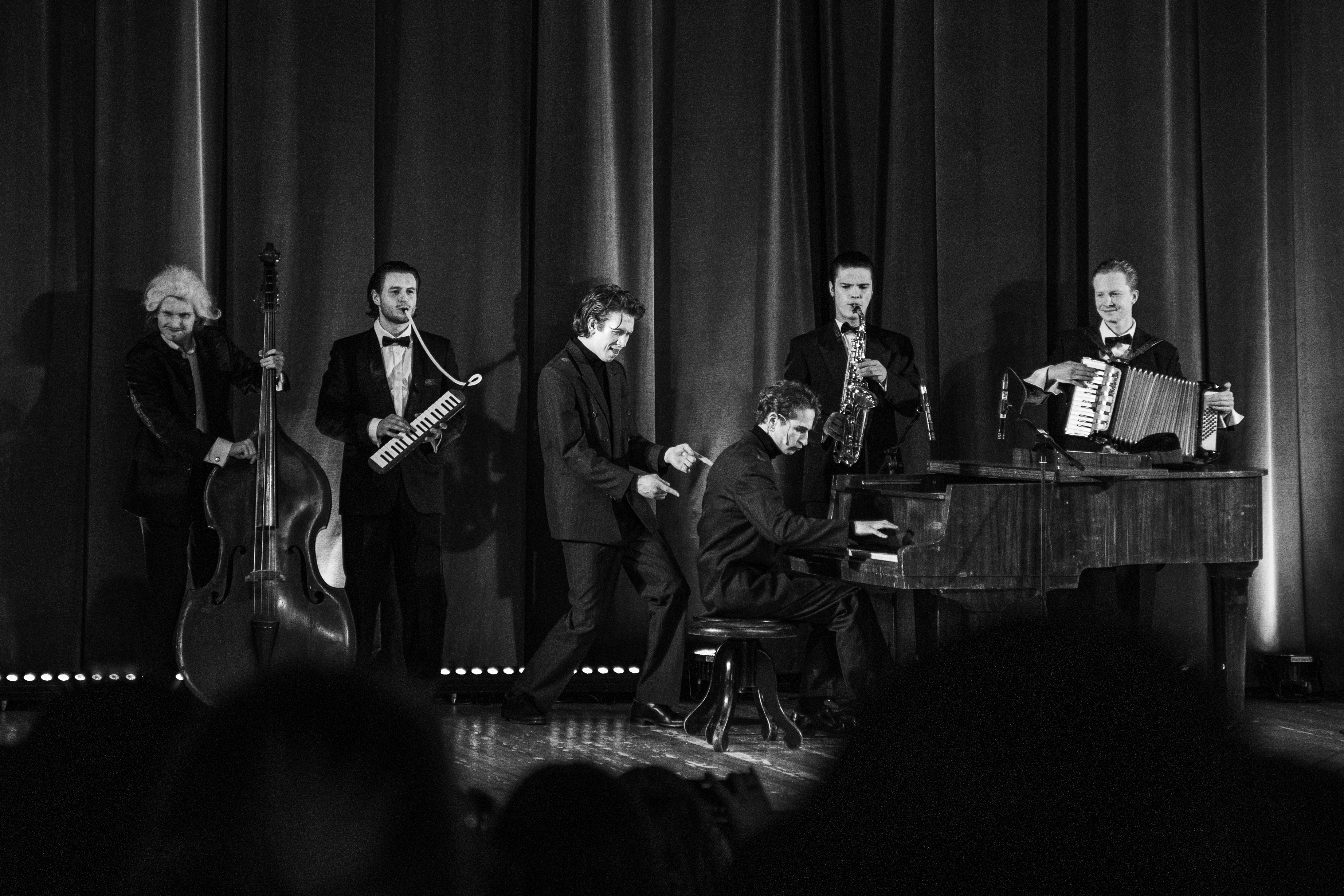
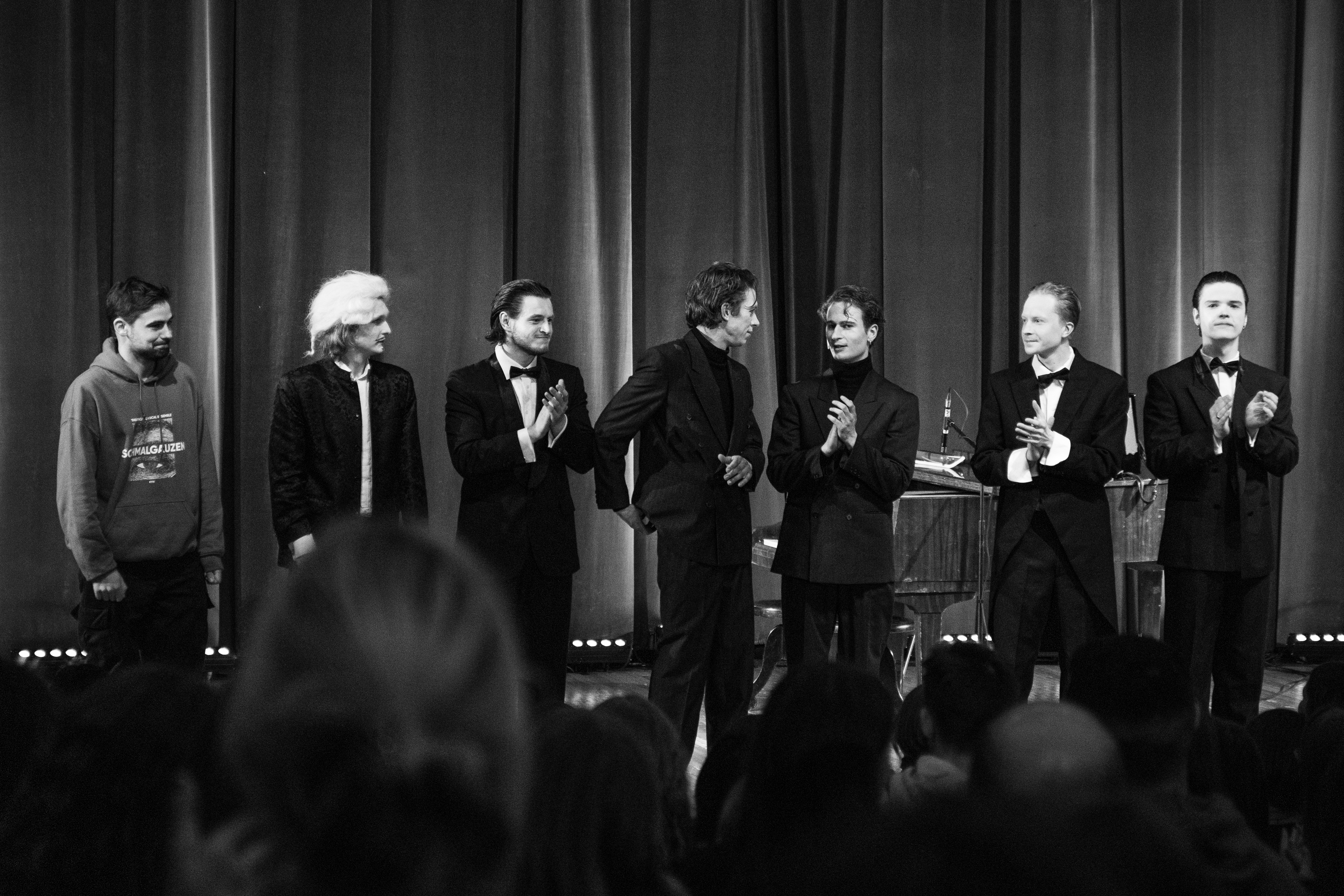

## Дискографія

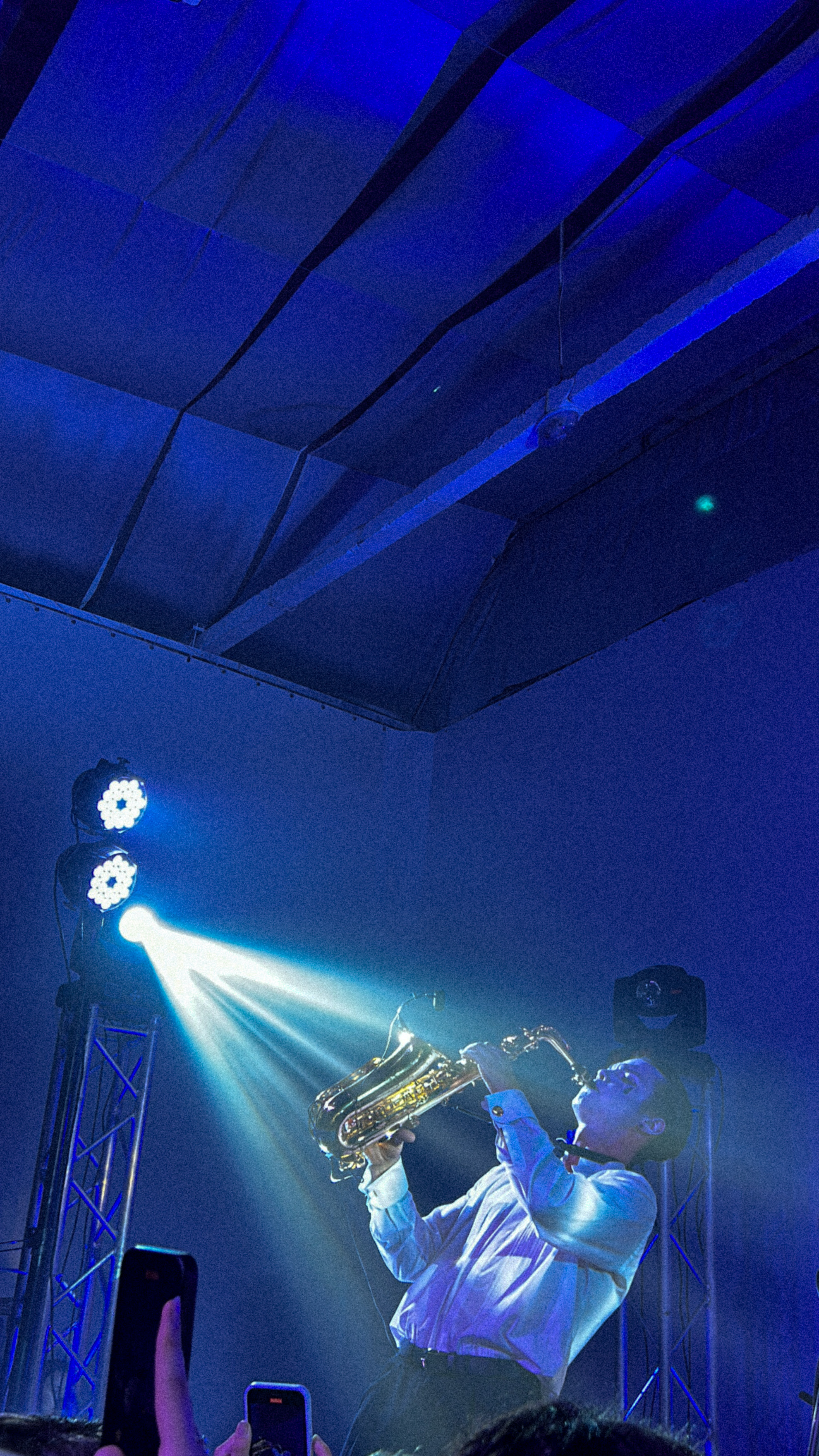
Концерт 2023 року в Одесі

### Сингли
- А тебе (2020)[3]
- Весна (2023)[4]
- Tango (2023)[5]
- Портрет (2023)[6]
- Jessica (2023)[7]
- Сірі туфлі (2023)[8]
- Тетяна (2024)[9]
- Наново (2024)[10]
- Порцелянові очі (2024)[11]
- ПАРАДЖАНОВ-100 (2024)[12]
- Карти (2024)[13]
- я не прийду (2024)[14]
- крок (2024)[15]
- забери (2024)[16]
- Ой ти, дівчино, з горіха зерня „Дім Звукозапису“ (2025)[17]
- Дорога (2025)[18]
- Уночі (2025)[19]
- Сад закоханих лілій (2025)[20]

### Мініальбоми
- Твій Віль del.1 (2023)[21]
- Silence To Silence (2023)[22]
- La Dame Blanche (2024)[23]
- Втомлена стріт (2024)[24]

### Добірки
- разом : любов (2024)[25]